# Алеутский язык
Алеу́тский язы́к — один из эскимосско-алеутских языков; язык алеутов — коренных жителей полуострова Аляска и Алеутских островов; также был распространён на Командорских островах (остров Беринга). У алеутского языка существует несколько диалектов.
На территории России также существует алеутско-медновский язык, носители которого используют для него обиходное название «алеутский». Этот смешанный язык представляет собой креолизированную разновидность западных диалектов алеутского языка и сочетает лексику алеутского языка и морфологию русского языка.

## Название языка
Самоназвание алеутского языка — унаӈам тунуу (unangam tunuu), унаӈам умсуу (unangam umsuu) — происходит от указательного местоимения уна-, означающего «там, на низком берегу вид с моря». В западном диалекте (острова Атка) — унаӈас (unangas). 
В русской лингвистической литературе пытались внедрить название «унанганский язык», но оно не прижилось.

## Генеалогическая и ареальная информация
Алеутский язык относится к эскимосско-алеутской семье языков, в составе которой образует отдельную алеутскую ветвь. Родство алеутского языка с эскимосскими предполагалось с конца XIX в. (Р. Раск и В. И. Иохельсон), окончательно оно было доказано в середине XX в. (Г. Марш, М. Сводеш, К. Бергсланд).

### Ареал

#### США, штатАляска
- Алеутские острова (о. Атка, о. Уналашка, о. Умнак, о. Акутан, о. Атту);
- острова Прибылова (острова Св. Павла и Св. Георгия);
- Кинг-Ков;
- полуостров Аляска.

#### Россия
Носители алеутского языка имелись в России до 2021 года. По данным Института языкознания РАН, последняя носительница алеутского языка в России умерла в 2021 году, в результате чего теперь алеутский язык считается в этой стране исчезнувшим. Тем не менее в ходе всероссийской переписи населения в 2021 году некоторые респонденты назвали своим родным языком алеутский. По мнению специалистов Института языкознания РАН, респонденты переписи указали исчезнувший язык в качестве родного или языка владения, как правило, из-за того, что это язык их национальности.
По состоянию на конец 2023 года в России, помимо исчезнувшего алеутского языка, существует живой язык с научным названием «алеутско-медновский», носители которого используют для него обиходное название «алеутский».

## Социолингвистическая информация
В 2022 г. носителей алеутского языка было в США (на Аляске) около 80 человек, в России же носителей не осталось.
Все его диалекты находятся под угрозой исчезновения (особенно беринговский), однако, пока есть живые носители языка, предпринимаются попытки его возрождения. В США алеутский язык преподаётся в школах на о. Уналашка, о. Атка и на о-ве Сент-Джордж (о-ва Прибылова). В 1950—1990-е годы ряд пособий, традиционных текстов, грамматика и большой словарь были выпущены Кнудом Бергсландом в сотрудничестве с носителем языка Мозесом Дирксом. Тем не менее носителей языка с каждым годом становится меньше; актуален вопрос о создании пособий и программ по изучению алеутского разговорного языка, над чем работают несколько лингвистов на Аляске. По данным пресс-службы Союза коренных малочисленных народов Севера, есть ряд активистов, которые изучают язык самостоятельно, чтобы преподавать его жителям острова Беринга.
9 марта 2021 года в возрасте 93 лет умерла последняя носительница беринговского диалекта алеутского языка Вера Терентьевна Тимошенко, а 4 октября 2022 года умер последний носитель алеутского языка на Камчатке Геннадий Михайлович Яковлев. После этого носителей алеутского языка на территории России больше нет. Тем не менее алеутский язык продолжает преподаваться в школе села Никольское, и некоторые местные жители используют в потоке русской речи отдельные алеутские слова (например, приветствие тулӯма). На острове Беринга также проживают три носителя медновско-алеутского смешанного языка.

### Диалекты
Алеутский язык имеет следующие диалекты:
- восточный диалект (о-ва Уналашка, Умнак, Акутан — Алеутские о-ва; о-ва Св. Павла и Св. Георгия — о-ва Прибылова; Кинг-Ков, бывш. Белковский; а также на полуострове Аляска);
- западный диалект (о. Атка — Алеутские о-ва);
  - беринговский диалект (о. Беринга, Командорские о-ва) — существовал до 2021 года; почти полностью совпадал с западным, но отличался бо́льшим количеством заимствований из русского языка;
- аттуанский диалект (на острове Атту) — существовал до середины XX века.

В настоящее время большинство говорящих являются носителями западного диалекта и проживают на острове Атка. Второй по численности — восточный диалект, отдельные носители которого живут на островах Уналашка и на Умнак; к восточному диалекту также относят разновидность языка, на которой говорят на о-вах Прибылова. Наиболее малочисленным был диалект Командорских островов (острова Беринга и Медный), на котором говорили потомки алеутов, насильственно переселённых на эти острова Российско-американской компанией.
Алеутско-медновский язык представляет собой креолизированную разновидность западных диалектов (аткинского и атту), сочетающую, по преимуществу, алеутскую лексику и русскую морфологию, и относится к группе смешанных языков.

## Письменность

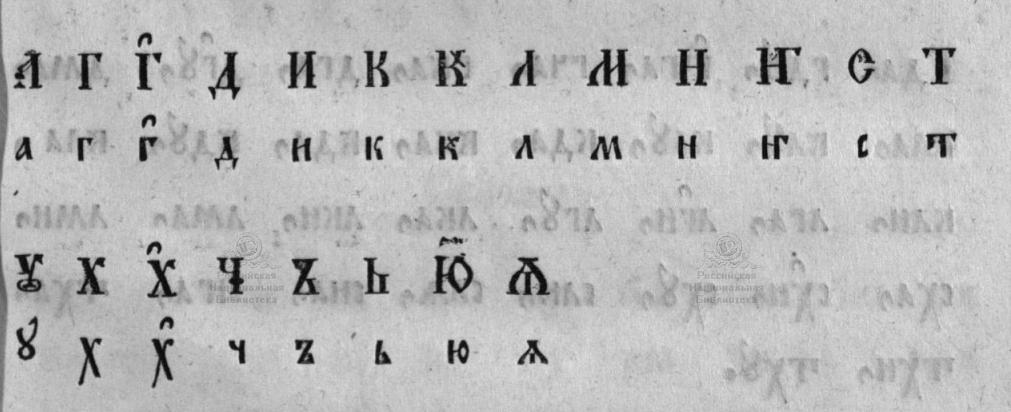
Алеутский алфавит (1846)

Каких-либо признаков древней алеутской письменности не обнаружено. 
Алеутская письменность на основе кириллицы была создана в 1826 году русскими миссионерами И. Е. Вениаминовым и Я. Е. Нецветовым, но, после перехода Алеутских островов во владение США, была утрачена; лишь в середине 1970-х Аляскинский центр по изучению языков коренного населения ввёл алфавит на латинской основе.
В начале 1930-х годов в СССР был разработан проект латинизированного алфавита для алеутов, но утверждён он не был. В России с 1990-х для алеутского языка используется кириллический алфавит (в единственной школе на острове Беринга).
Современный алеутский алфавит для беринговского диалекта:
| А а | А̄ а̄   | Б б | В в | Г г | Ӷ ӷ   | Гў гў | Д д   | Д̆ д̆ | Е е   | Е̄ е̄ | Ё ё   | Ж ж | З з | И и | Ӣ ӣ |
| Й й | ʼЙ ʼй | К к | Ӄ ӄ | Л л | ʼЛ ʼл | М м   | ʼМ ʼм | Н н | ʼН ʼн | Ӈ ӈ | ʼӇ ʼӈ | О о | О̄ о̄ | П п | Р р |
| С с | Т т   | У у | Ӯ ӯ | Ф ф | Х х   | Ӽ ӽ   | Ц ц   | Ч ч | Ш ш   | Щ щ | Ъ ъ   | Ы ы | Ы̄ ы̄ | Ь ь | Э э |
| Э̄ э̄ | Ю ю   | Ю̄ ю̄ | Я я | Я̄ я̄ | ʼ     | ʼЎ ʼў |       |     |       |     |       |     |     |     |     |

## Типологическая характеристика

### Тип (степень свободы) выражения грамматических значений
Алеутский язык представляет собой язык синтетического типа.
Временные показатели для прошедшего времени для I спряжения — -на-, для II спряжения — -ка-:
- ʼилгиисиӽ су-на-ӽ «лопату взял он»;
- саӷа-на-ӽ «спал он»;
- су-ӄа-а «взял он его».

Небудущее время — -ку-:
- илгиисиӽ су-ку-ӽ «лопату взял-он»;
- саӷа-ку-ӽ «спит он».

Однако будущее время образуется при помощи аналитических конструкций, состоящих из основного глагола и вспомогательного глагола с показателями -ку- и -на-/-ӄа-, указывающими на близость/удалённость ситуации:
- аниӄдус ачихааӈан аӷнаӄ «детей учить буду-я» (отдалённое будущее неопределённое);
  - (дети учить БУДУЩЕЕ)
- Петропаавловскаӽ ʼнуӽтааӈан анаӄ «я съезжу в Петропавловск» (отдалённое будущее определённое);
- айагаан уӄуцӷан аӷикуӽ «твоя жена вернётся домой» (близкое будущее);
- аниӄдуӽ айууӷан амукуӽ «ребёнок сейчас упадёт» (мгновенное будущее).

### Характер границ между морфемами
Алеутский язык является агглютинативным и беспрефиксальным:
ана-ӽ «мать», ана-с «матери», ана-ӈ «моя мать», ан-а̄ «его мать».

### Тип маркирования

#### Именная группа
Вершинное маркирование в именных группах. Имя-обладатель имеет показатель относительного падежа (-м — ед. ч., -х — дв. ч., -с- — мн. ч. (в восточном и аттуанском диалектах — -н)), а имя-обладаемое — специальный показатель посессивности: ед. ч. — долготой гласного; дв. ч. — -ких; мн. ч. — -ӈис:
- асхину-м ʼла̄да-а «девочки кукла»;
- аниӄду-м мика̄си-и «ребёнка игрушка»;
- саба̄ка-м тутӯси-ких «собачьи уши»;
- кумната-м укӯски-и «комнаты окно».

#### Предикация
Зависимостное маркирование в предикации:
- анах аниӄд̆ӯ-н чачи-ку-х «мать своего ребёнка укрыла»;
- аниӄд̆ӯ-т сад̌агӣ-хт игни-на-х «он отпустил детей гулять».

### Тип ролевой кодировки
В алеутском языке представлен аккузативный тип ролевой кодировки:
- аԝакуӽ «работает он»;
- саӷакуӽ «спит он»;
- улаӽ агукуӽ «дом строит он».

### Базовый порядок слов
Фиксированный порядок слов — SOV:
- тайаӷу-ӽ ӄа-ӽ сухтаку-ӽ «мужчина рыбу держит»;
- ӄалгада-ӽ стоолаӷим куган аку-ӽ «еда на столе находится».

## Лингвистические черты

### Фонетика

#### Гласные
Фонемный состав гласных:
| Подъём  | Ряд      | Ряд     | Ряд    |
| ------- | -------- | ------- | ------ |
| Подъём  | Передний | Средний | Задний |
| Верхний | и ии     |         | у уу   |
| Нижний  |          | а аа    |        |

Гласные в алеутском языке различаются по долготе и не имеют дистрибутивных ограничений. В данной таблице удвоение обозначает долгую гласную.

#### Согласные
Фонемный состав согласных:
| По способу образования | По способу образования | По месту образования | По месту образования | По месту образования | По месту образования | По месту образования | По месту образования |
| ---------------------- | ---------------------- | -------------------- | -------------------- | -------------------- | -------------------- | -------------------- | -------------------- |
| По способу образования | По способу образования | Лабиальные           | Дентальные           | Палатальные          | Латеральные          | Велярные             | Увулярные            |
| Смычные                | Смычные                |                      | т                    | ч                    |                      | к                    | ӄ                    |
| Щелевые                | глухие                 |                      |                      | с                    |                      | х                    | ӽ                    |
| Щелевые                | звонкие                |                      | д                    | з                    |                      | г                    | ӷ                    |
| Носовые                | аспирированные         | ʼм                   | ʼн                   |                      |                      | ʼӈ                   |                      |
| Носовые                | звонкие                | м                    | н                    |                      |                      | ӈ                    |                      |
| Плавные                | аспирированные         | ʼw                   |                      | ʼй                   | ʼл                   |                      |                      |
|                        | звонкие                | ԝ                    |                      | й                    | л                    |                      |                      |

### Морфосинтаксис
В алеутском языке есть имена существительные, личные местоимения, глаголы, указательные слова, послелоги, числительные, междометия, но отсутствуют прилагательные.

#### Имя существительное
В алеутском языке есть единственное, двойственное и множественное числа, которые выражаются при помощи суффиксов. Единственное число указывает на единичные объекты и природные явления, которые не образуют множественные числа. Названия сыпучих объектов (чугу-ӽ «песок») обычно стоят в единственном числе, но допускают множественное число. Двойственное число употребляется и для обозначения парных предметов (да-х «глаза»), и для указания на два непарных предмета (ʼла-х «два мальчика»). Названия парных предметов допускают также форму множественного числа, но чаще используются в двойственном числе. Встречаются существительные, принимающие исключительно форму двойственного числа: учки-х «очки». Существует группа имён pluralia tantum: саги-с «морщины, линии руки», чӽууӷи-с «белье».

#### Глагол
Показатели финитного глагола в индикативе:
I спряжение
|        | Ед. ч. | Дв. ч.   | Мн. ч.   |
| ------ | ------ | -------- | -------- |
| 1 лицо | -ӄ     | —        | -с       |
| 2 лицо | -ӽт    | -ӽтхидик | -ӽтхичик |
| 3 лицо | -ӽ     | -х       | -с       |

II спряжение (совпадает с посессивной парадигмой имени):
|        |        | Ед. ч. | Дв. ч. | Мн. ч. |
| ------ | ------ | ------ | ------ | ------ |
| 1 лицо | Ед. ч. | -ӈ     | -киӈ   | -ӈис   |
| 1 лицо | Мн. ч. | -мас   | -мас   | -мас   |
| 2 лицо | Ед. ч. | -Дн    | -кин   | -т     |
| 2 лицо | Дв. ч. | -дих   | -дих   | -дих   |
| 2 лицо | Мн. ч. | -чих   | -чих   | -чих   |
| 3 лицо | Ед. ч. | -Д     | -ких   | -ӈис   |
| 3 лицо | Дв. ч. | -ких   | -ких   | -ӈис   |
| 3 лицо | Мн. ч. | -ӈис   | -ӈис   | -ӈис   |

Показатели личных форм глагола в интенционале:
|        | Ед. ч. | Дв. ч. | Мн. ч.        |
| ------ | ------ | ------ | ------------- |
| 1 лицо | -Дӈан  | —      | -Дӷин / -Дӷан |
| 2 лицо | -Дмис  | -Дмдих | -Дмчих        |
| 3 лицо | -Дӷан  | -Дкин  | -Дӷин / -Дӷан |

Показатели личных форм глагола в конъюнктиве:
|        | При топикализации подлежащего | При топикализации подлежащего | При топикализации подлежащего | При топикализации другого актанта | При топикализации другого актанта | При топикализации другого актанта |
| ------ | ----------------------------- | ----------------------------- | ----------------------------- | --------------------------------- | --------------------------------- | --------------------------------- |
|        | Ед. ч.                        | Дв. ч.                        | Мн. ч.                        | Ед. ч.                            | Дв. ч.                            | Мн. ч.                            |
| 1 лицо | -тиӈ                          | —                             | -тимас                        | -катиӈ                            | —                                 | -катимас                          |
| 2 лицо | -т                            | -тхидих                       | -тхичих                       | -лкат                             | -лкидих                           | -лкичих                           |
| 3 лицо | -л(их)/-с                     | -л(их)/-с                     | -л(их)/-с                     | -лка                              | -лких                             | -лкис                             |

В алеутском языке подлежащее принимает показатель эргатива при переходном глаголе только в том случае, если чётко не упоминается, чем является дополнение:
1. Tayaĝu-x̂ qa-x̂ qa-ku-x̂ (человек-ABS рыба есть-IND-3SG) «Человек ест рыбу»;
2. Tayaĝu-m qa-kuu (человек-ERG есть-3SG/3SG.IND) «Человек ест это».

### Лексика
В алеутском языке много заимствований из русского языка в области лексики. Бо́льшая часть из них используется для указания на новые предметы одежды, обихода, блюд. Значительное влияние оказало православие, в связи с принятием которого в алеутский язык добавились новые слова.